# Vareš Majdan
Vareš Majdan je naseljeno mjesto u općini Vareš, Federacija Bosne i Hercegovine, BiH.

## Povijest
Kao samostalno naseljeno mjesto postoji od popisa 1991. godine. Nastalo je izdvajanjem iz naseljenog mjesta Vareš.
Tijekom studenoga 1993. pripadnici Armije BIH počinili su ratni zločin nad hrvatskim civilima i zarobljenim vojnicima. Uništili su crkveno zdanje i groblje. Prilikom napada na Vareš, pripadnici Armije BiH su spalili, opljačkali ili na drugi način devastirali više stotina obiteljskih kuća te nekoliko stotina pratećih objekata.

## Stanovništvo
| Vareš Majdan       |                |
| godina popisa      | 1991.          |
| Hrvati             | 1.276 (40,35%) |
| Srbi               | 751 (23,75%)   |
| Muslimani          | 313 (9,89%)    |
| Jugoslaveni        | 648 (20,49%)   |
| ostali i nepoznato | 174 (5,50%)    |
| ukupno             | 3.162          |

| Vareš Majdan       |              |
| godina popisa      | 2013.        |
| Bošnjaci           | 609 (56,23%) |
| Hrvati             | 293 (27,05%) |
| Srbi               | 59 (5,45%)   |
| ostali i nepoznato | 122 (11,27%) |
| ukupno             | 1.083        |